# Mărculești (comune Florești)
Mărculești è un comune della Moldavia situato nel distretto di Florești di 866 abitanti al censimento del 2004. Da notare che nello stesso distretto c'è una città omonima.